# Копьев, Пётр Сергеевич
Пётр Серге́евич Копьев (род. 20 мая 1946) — советский и российский физик, специалист в области физики и технологии полупроводниковых наногетероструктур, руководитель Центра физики наногетероструктур ФТИ им. А. Ф. Иоффе (Физтеха) в Санкт-Петербурге, член-корреспондент РАН (2008).

## Научная деятельность
Основные научные результаты:
- создано термодинамическое описание процессов роста, легирования и дефектообразования при МПЭ;
- обнаружено разрушение минизоны в сверхрешетке в магнитном поле, параллельном плоскости слоев, экспериментально продемонстрированы ?-образный вид плотности состояний в структурах с квантовыми точками, показано, что гибридизация электронных и дырочных состояний на гетеропереходе InAs/GaSb ответственна за осцилляции амплитуды и полуширины линий в спектрах ЦР;
- разработаны конструкция и технология приборных структур с рекордными параметрами: создан инжекционный лазер на основе короткопериодных сверхрешеток с рекордно низкой пороговой плотностью тока (43 А/см2 при 300 К), впервые в мире создан инжекционный лазер на основе квантовых точек. Созданы структуры на основе короткопериодных сверхрешеток и конструкция приборов для эффективного умножения частот СВЧ-излучения вплоть до терагерцового диапазона, созданы структуры сине-зеленых (Zn,Mg)SSe/ZnCdSe лазеров (мощность излучения до 20 Вт) при оптическом и электронном возбуждении, а также гибридные структуры АIIВVI/ АIIIВV для эффективной инжекции спинов.

Вёл преподавательскую работу на физико-техническом факультете Санкт-Петербургского технического университета и в Балтийском техническом университете.
Под его руководством защищены 16 кандидатских и 7 докторских диссертаций.
Член редколлегий РАН журналов «Физика и техника полупроводников» и «Письма в Журнал технической физики», член Президиума Санкт-Петербургского научного центра РАН, комиссии РАН по нанотехнологиям.

## Награды
- Премия Ленинского комсомола (в составе группы, за 1976 год) — за получение и исследование широкозонных твёрдых растворов соединений АIIIВV и создание на их основе эффективных инжекционных источников излучения в видимой части спектра[3]
- Государственная премия Российской Федерации (в составе группы, за 2001 год) — за цикл работ «Фундаментальные исследования процессов формирования и свойств гетероструктур с квантовыми точками и создание лазеров на их основе»[4]
- Орден Почёта (1999)[5]
- Орден Дружбы (2010)[6]
- Премия Правительства Санкт-Петербурга за выдающиеся научные результаты в области науки и техники (номинация физика и астрономия - премия имени А. Ф. Иоффе, за 2013 год) — за разработку метода молекулярно-пучковой эпитаксии и технологии создания на его основе низкоразмерных полупроводниковых гетероструктур[7]
- Звание МОН РФ «Почётный работник науки и высоких технологий Российской Федерации» (2021)[8]
- Почётная грамота Президента Российской Федерации (2024) — за заслуги в развитии отечественной науки, многолетнюю плодотворную деятельность и в связи с 300-летием со дня основания Российской академии наук[9].